# Reimar Julius von Schwerin
Reimar Julius von Schwerin (* 30. Januar 1695 in Wopersnow; † 11. September 1754 in Lüben, Schlesien) war ein königlich preußischer Generalleutnant und Chef des Dragoner-Regiments Nr. 2. Ferner war er Ritter des Schwarzen Adlerordens sowie Johanniter-Ritter und Amtshauptmann von Oletzkow, Freienwalde und Neuenhagen, sowie Drost von Wetter in der Grafschaft Mark.

## Herkunft
Er war der Sohn des preußischen Landrats Johann Bogislaw von Schwerin (* 3. September 1660; † 1. Dezember 1698) und dessen Frau Elisabeth Dorothea von Borcke (* 5. August 1668; † 11. Januar 1729) aus dem Haus Krinicke. Sein Vater war zudem Erbherr von Wopersnow, Lieps und Schnellin.

## Leben
Er ging zunächst in schwedische Dienste und stieg dort bis zum Hauptmann auf. Er kämpfte unter König Karl XII. im Pommernfeldzug 1715/1716 gegen die Preußen. 1717 ging er in preußische Dienste und kam zum Dragoner-Regiment Nr. 6 (Wuthenow). Am 18. Juni 1721 wurde er Major und am 15. Mai 1734 Oberstleutnant. Er marschierte in dem Jahr mit den preußischen Truppen an den Rhein.
Im Jahr 1741 wurde er Oberst und nahm am Ersten Schlesischen Krieg teil. 1743 erfolgte seine Ernennung zum Generalmajor. Am 22. Mai 1745 erhielt er von König Friedrich II. den Pour le Mérite für seine Tapferkeit im Gefecht bei Neustadt in Schlesien. Am 1. Juni 1745 wurde er zum Amtshauptmann von Freienwalde und Neuenhagen ernannt. Im September 1747 erhielt er zudem die Stelle des Drosten von Wetter in der Grafschaft Mark.
Im Januar 1752 wurde er Chef des Dragoner-Regiments Nr. 2 und kurz danach erfolgte die Beförderung zum Generalleutnant. Im Oktober 1752 erhielt er zudem den Schwarzen Adlerorden. Er starb aber schon 1754.

## Familie
Er war zweimal verheiratet, zuerst mit Sophie Gertrud Kortzfleisch aus Tilsit. Seine zweite Frau war Charlotte Albertine von Kreytzen (* 21. Juni 1708; † 20. Januar 1769), Tochter von Ernst Albrecht von Creytzen (1656–1710) und Luise Charlotte von Loebell (1668–1747) sowie Schwester des Generalmajors Friedrich von Kreytzen.
- Friedrich Wilhelm (* 1726; † 16. März 1795) Geheimer Rat ⚭ 1750 N.N. Crichton[1] (Tochter des Hofpredigers Wilhelm Crichton (* 20. Mai 1683; † 24. März 1749))[2]
- Luise Juliane Charlotte (* 29. Januar 1736; † 1779)

⚭ 1756 (Scheidung) Friedrich Konrad Dietrich Adrian von Kleist (* 21. Januar 1726; † 19. Februar 1808) (Eltern des Generalfeldmarschalls Friedrich von Kleist)
⚭ (Karl Stephan) Charles Etienne du Trossel, Oberst († 29. April 1778)